# Пальто

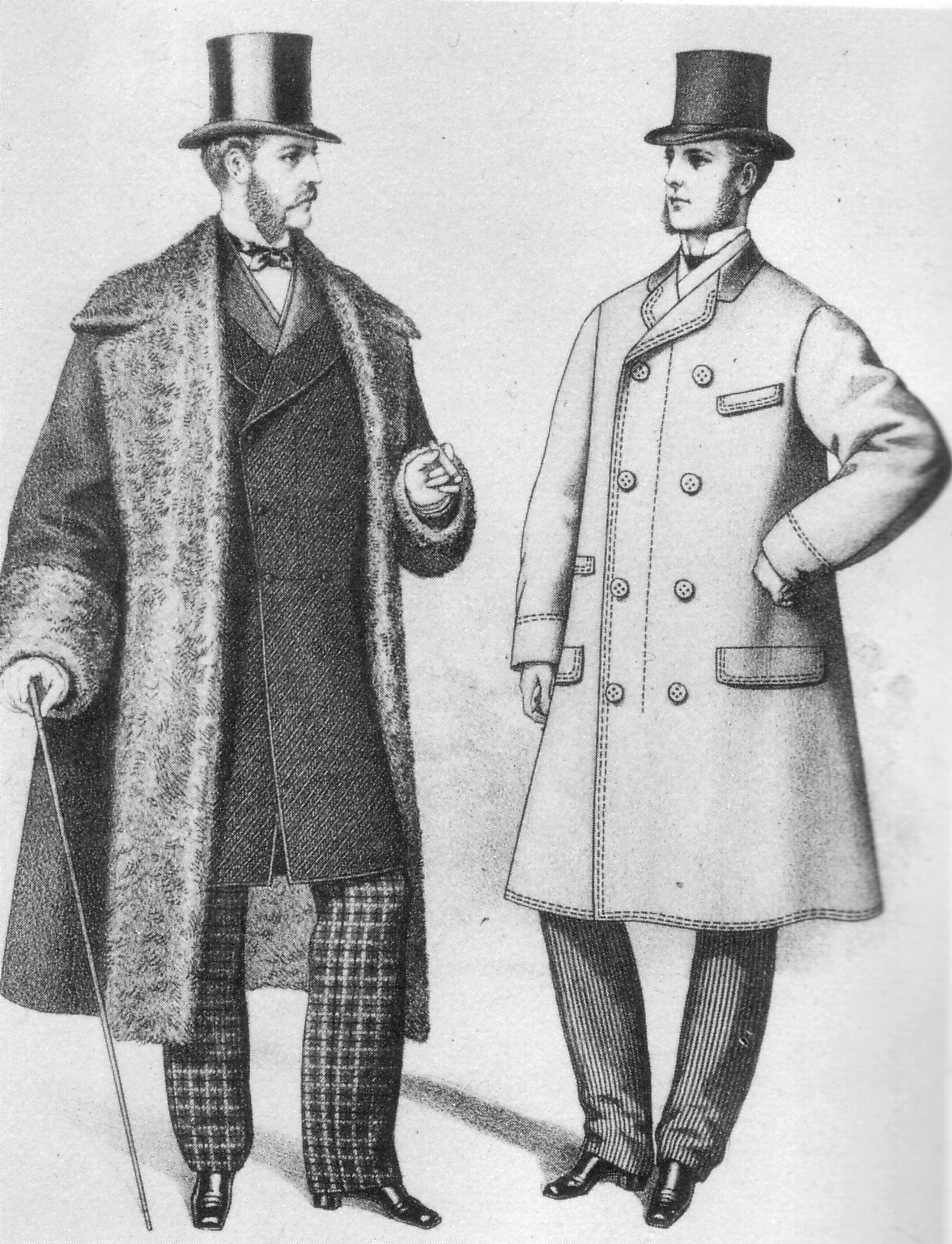
Пальто зразку 1872 року

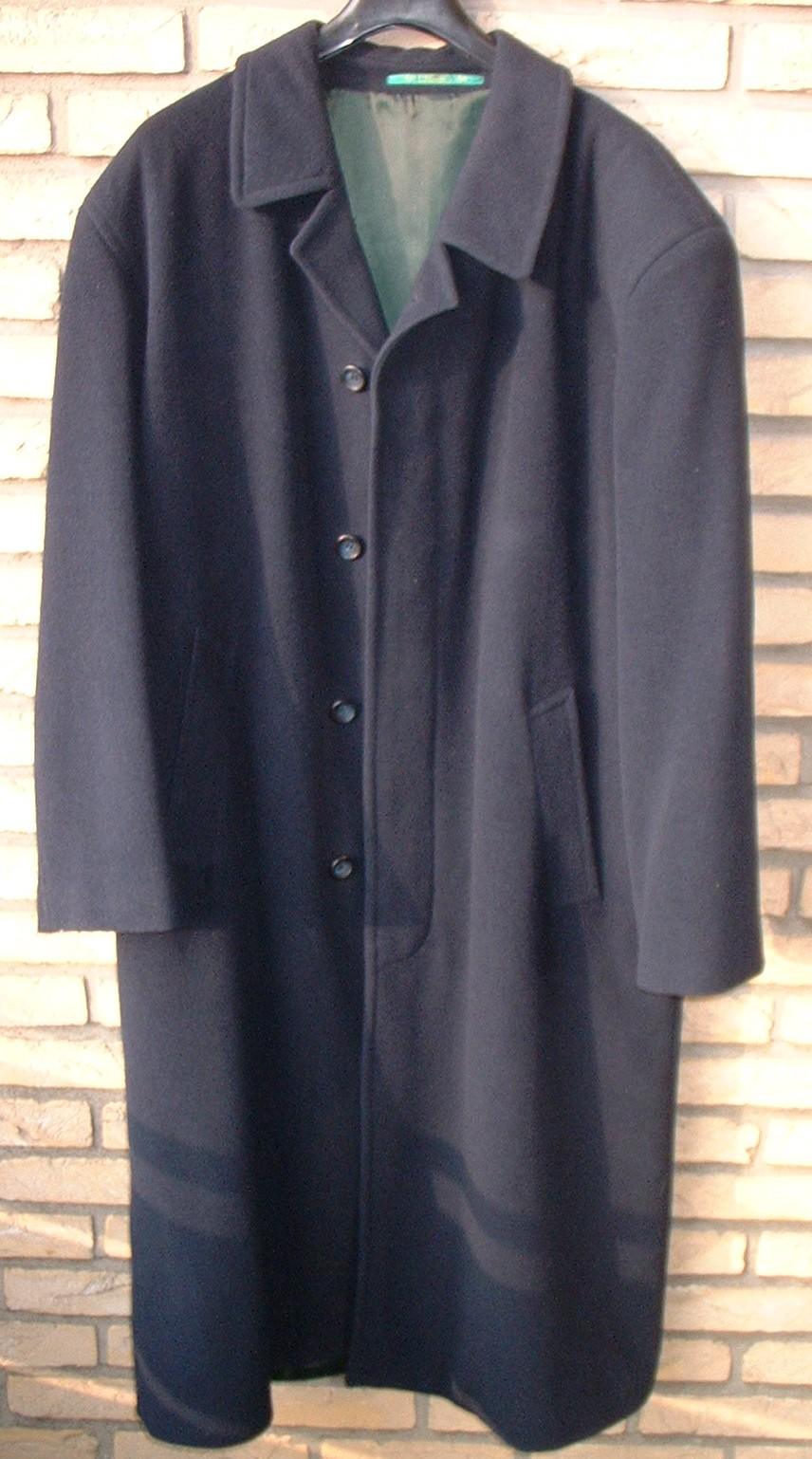

Пальто́ (фр. paletot) — різновид верхнього одягу для прохолодної або холодної погоди. Традиційно довгого покрою, але популярними є і моделі до середини стегна. Для пошиття окрім вовни використовують твід, кашемір, креп, букле тощо.

## Етимологія
Слово пальто походить від фр. paletot. Щодо етимології французького слова існує кілька версій. Згідно з однією з них, paletot походить від ісп. palletoque, що в свою чергу, сходить до лат. palla («довгий верхній парадний одяг стародавніх римлян»), яке не має певної етимології. У цій версії елемент toque тлумачиться як «різновид шапочки», внаслідок чого ця етимологія не узгоджується з фактом, що цей одяг ніколи не мав каптура. Інша версія наводить первісну форму paltoke (датовану 1370 р.), яку виводить з сер.-англ. paltok. У Середньовіччі словами paletoc, paletot називали одяг нижчих класів населення. Згідно з третьою версією, слово походить від нід. paltsrok («одяг з грубого сукна»), утвореного від palster («пелерина») і rok («спідниця», «плаття, одяг»), тобто «одяг з пелериною». До paltsrok сходить і слово пальтрак («різновид вітряка»), але Nederlands Etymologisch Woordenboek подає нідерландське слово, навпаки, як запозичення з давньофранцузької.

## Види
Існує декілька варіантів класичного пальта:
- однобортні, на 3-х ґудзиках, з класичними лацканами, з горизонтальними чи нахиленими варіантами кишень, з чи без нагрудної кишені.
- однобортні, з прихованою застібкою, з класичними лацканами, з горизонтальними чи нахиленими варіантами кишень, з чи без нагрудної кишені;
- однооборотні, на 3-х ґудзиках, з класичними лацканами, з кишенями в рельєфах;
- двобортне пальто, з трьома рядами ґудзиків, з гостроконечними лацканами, з горизонтальними чи нахиленими варіантами кишень, з чи без нагрудної кишені.

Однобортне пальто є найрозповсюдженішим і це не випадково. Восени та взимку його можна носити без шарфа, або з шарфом, що трохи прикриває вилоги, демонструючи таким чином вашу сорочку та краватку. В холодну зимову погоду шарф можна обмотати навколо шиї з піднятим коміром для кращого захисту від негоди.
Двобортні пальта зазвичай носять з поясом, або без нього. Моделі з поясом ще іноді називають поло. Пальта чорного, темно-сірого, або темно синього кольору вважаються класичними оскільки вони створюють гарну окантовку для будь-якої сорочки та краватки.